# Ribellione di ras Gugsà Oliè
La ribellione di ras Gugsà Oliè fu una rivolta provocata dal marito e dai sostenitori dell'imperatrice regnante Zauditù d'Etiopia per sbarazzarla del principe ereditario Tafarì Maconnèn. Con la dipartita di Tafarì, Zauditù sarebbe rimasta l'unica sul trono dell'Impero etiope. Come marito dell'imperatrice Zauditù, ras Gugsà Oliè si aspettava quindi di divenire imperatore a tutti gli effetti e pertanto si impegnò a fondo nella lotta.

## Dettagli
Nel 1916, quando Zauditù venne incoronata imperatrice, venne costretta a separarsi dal marito, il ras Gugsà Oliè.  L'imperatrice Zauditù venne nominata reggente durante la minore età del ras Tafarì Maconnèn, erede al trono e reggente plenipotenziario. Come reggente, Zauditù esercitava il vero potere in Etiopia. Zauditù avrebbe governato mentre Tafarì avrebbe amministrato.
All'inizio del 1928, l'autorità del ras Tafarì Maconnèn venne mutata quando il degiac (equivalente del comandante di porta) Balcià Abba Nesfa si recò ad Addis Abeba con notevoli forze armate.
Quando Tafarì consolidò il suo controllo sulle province, molti dei capi locali nominati da Menelik II si rifiutarono di obbedirgli. Balcià Abba Nesfa, scium (governatore) della provincia di Sidamo fu tra coloro che maggiormente gli si opposero ed egli consegnò al governo centrale meno tasse di quelle richieste annualmente, e come tale Tafarì lo richiamò ad Addis Abeba. L'uomo, seppur ormai anziani, si portò verso la capitale con un grande esercito. Quando giunse ad Addis Abeba, lo degiasmach rese omaggio all'imperatrice Zauditù, ma snobbò il ras Tafarì. Il 18 febbraio, mentre Balcià Abba Nesfa e la sua guardia personale erano ad Addis Abeba, il ras Tafarì acquistò l'esercito del ras Cassa Darghiè e dispose entrambi nella provincia di Sidamo, nominando Darge nuovo shum. Senza poteri, Balcià Abba Nesfa si arrese e venne imprigionato.
Nel settembre del 1928, un gruppo di reazionari tra cui diversi cortigiani dell'imperatrice, tentarono un colpo di Stato per liberarsi di Tafarì. Il tentativo si concluse con una disfatta dei seguaci dell'imperatrice e la vittoria dei sostenitori di Tafarì.

### Sfondo dell'insoddisfazione colrasTafarì
Il 27 ottobre 1928, il trentaduenne ras Tafarì Maconnèn, futuro imperatore Hailé Selassié, venne incoronato Negus per mano dell'imperatrice Zauditù, fatto che ovviamente comportò che quest'ultima cedesse del potere a Tafarì. La sua incoronazione fu inoltre l'occasione della riunione di una vera e propria corte reale che però era minata all'interno da continue divisioni: una fazione era favorevole a Tafarì e l'altra continuava ad essere favorevole a Zauditù. Il marito di Zauditù, il cinquantatreenne ras Gugsà Oliè, si immaginava un futuro dove Zauditù sarebbe rimasta imperatrice ed egli sarebbe stato proclamato imperatore e pertanto egli si pose ben presto come capo della fazione favorevole all'imperatrice.
Il mese successivo all'incoronazione diTafarì, gli Oromo si rivoltarono nella provincia di Uollo. Il Negus, col tacito assenso dell'imperatrice, chiese ai governatori delle province vicine di sopprimere la rivolta Oromo. Il ras Sejum Mangascià di Axum nella provincia del Tigrè occidentale, il ras Gugsa Araia Selassie di Macallè nel Tigrè orientale, il deggiach Aialeu Birrù del Semien ed il ras Gugsà Oliè del Beghemeder vennero richiamati. Gugsà Oliè ed altri erano però scontenti dell'ascesa del negus Tafarì. Come risultato, la risposta alla chiamata di Tafarì non fu così entusiasta e gli sforzi per sopprimere la rivolta degli Oromo non vennero portati avanti come da programma, e la rivolta continuò. Gugsà Oliè si impuntò quando venne chiamato a Dessiè da Tafarì perché non voleva divenire il capro espiatorio della mancata adeguata assistenza alla rivolta. Un cugino di Tafarì, ras Imru Haile Selassie, venne nominato shum del Uollo per cercare di porre fine alla rivolta.
Oltre a non essere contento dell'ascesa di Tafarì, Gugsà Oliè aveva cercato di schierare dalla sua parte "l'Etiopia tradizionale" per dare manforte a sua moglie l'imperatrice. Secondo l'opinione della sua fazione, Tafarì era troppo giovane, e si vociferava che in segreto si fosse convertito al cattolicesimo. Gugsà Oliè scrisse delle lettere ai capi del Tigré e del Goggiam cercando supporto per la sua rivolta. Scrisse al ras Sejum Mangascià ed al ras Gugsa Araia Selassie del Tigré ed al ras Hailù Tecla Haimanòt del Goggiam. Tutti e tre inizialmente sembrarono supportarlo, ma dopo alcune riconsiderazioni, nessuno dei tre rispose alle lettere di Gugsà Oliè, negandogli quindi aiuto. Gli Oromo, invece, vi aderirono spontaneamente.
Tafarì Maconnèn fece convocare il chitet, la tradizionale leva provinciale per creare un esercito che finalmente riuscì a schiacciare la rivolta del Uollo. In quel tempo, Gugsà Oliè non era in aperta rivolta e l'imperatrice Zauditù lo tratteneva ancora dal rivoltarsi a Tafarì. Al culmine della situazione, l'imperatrice si trovò in una situazione ambigua in quanto formalmente era schierata col negus Tafarì e in parte lo era anche con suo marito che si stava ribellando al governo.

### Aperta rivolta
La risposta al chitet, come l'iniziale chiamata alla soppressione della rivolta del Uollo, fu ancor meno entusiasta del previsto. Il nuovo ministro della guerra da poco nominato, ras Mulughietà Ieggazù, fu solo in grado di creare l'Armata del Centro (Mahel Sefari) con 16 000 uomini. Al gennaio del 1930, però, Mulughietà Ieggazù si ritrovò con soli 2000 uomini a Dessie. Gugsà Oliè era ora in aperta rivolta col governo e già aveva riunito a Debra Tabor il suo esercito di 35 000 soldati fedelissimi.
A metà di marzo, ras Mulughietà marciò con il mahel sefarì verso Debra Tabor per scontrarsi col ribelle Gugsà Oliè. Con lui aveva cinque cannoni, sette mitragliatrici e qualcosa di completamente nuovo per l'esercito etiope, un aeroplano.

### La battaglia di Anchem
Il 31 marzo, Gugsà Oliè ed il suo esercito incontrarono il Mahel Sefari a Debra Zebit sulle pianure di Anchem. L'uso dell'aviazione, l'aspetto psicologico ed i superiori armamenti del Mahel Sefari, sancirono la vittoria della battaglia di Anchem ancor prima che fosse combattuta. Poco dopo mezzogiorno, Gugsà Oliè venne circondato e isolato dalle sue forze. A cavallo di un destriero bianco, Gugsà Oliè venne colpito diverse volte durante lo scontro e morì. fitaurari Sciumiè, il secondo in comando dell'Armata del Beghemeder, combatté sino a quando non venne poi catturato nel pomeriggio. Ciò che venne lasciato dell'esercito nemico venne completamente disintegrato. Con la sua morte e la distruzione del suo esercito, la ribellione di Gugsà Oliè terminò.

### Conseguenze
Tre giorni dopo la morte del ras Gugsà Oliè, l'imperatrice Zauditù morì per cause naturali (si disse comunque che l'imperatrice era stata avvelenata) Il 2 novembre 1930, otto mesi dopo la morte di Zauditù, il negus Tafarì Maconnèn venne proclamato imperatore (negus neghesti) col nome di Hailè Selassiè d'Etiopia.
Secondo il negus neghesti Hailé Selassié dietro la ribellione del ras Gugsà vi erano gli italiani. Nella sua autobiografia, egli scrisse che l'Italia era stata infatti coinvolta in attività di propaganda con l'obbiettivo di dividere l'impero etiope. Secondo Hailé Selassié, il ras Gugsà Oliè di Beghemeder ed il ras Hailù Teclè Haimanot del Goggiam si erano uniti per portare avanti la propaganda con l'uso degli italiani.